# دیو استین (ورزشکار)
دیو استین (انگلیسی: Dave Steen؛ زادهٔ ۱۴ نوامبر ۱۹۵۹) ورزشکار دو و میدانی اهل کانادا است.
وی همچنین برندهٔ جوایزی همچون رتبهٔ عضو نشان کانادا شده‌است.